# L'amore è una cosa meravigliosa (programma televisivo)
L'amore è una cosa meravigliosa è stato un programma televisivo italiano di genere talk show, andato in onda su Rai 2 dal 27 novembre 1989 all'11 maggio 1990, in diretta dal lunedì al venerdì alle 14.45, per una durata totale di circa 125 puntate, con la conduzione di Sandra Milo.

## Il programma
Il programma, prima esperienza televisiva della Milo dopo il successo ottenuto con Piccoli fans, era interamente incentrato sul tema dell'amore: in ogni puntata ne veniva analizzato un diverso aspetto, sul quale si confrontavano coppie di VIP e di gente comune. Venivano affrontati anche temi sociali rapportati con l'amore, come la separazione ed il divorzio, le diversità etniche e/o religiose, l'omosessualità, la bisessualità, l'AIDS.
Le puntate prevedevano interventi telefonici del pubblico da casa, che poteva così esprimere la propria opinione sul tema della giornata, porre delle domande alla presentatrice ed agli ospiti in studio o partecipare ad un gioco telefonico a premi. La parte musicale della trasmissione era affidata alla cantante Sonia Re, che interpretava in ogni puntata un brano musicale dedicato all'amore.

### Collocazione in palinsesto
Il programma era collocato nel primo pomeriggio di Rai 2 e andava a comporre, insieme alla soap opera Quando si ama e al quiz Non entrate in questa casa condotto da Enzo Cerusico e Marina Viro, un blocco intitolato L'amore, la vita e il gioco.
La trasmissione non ebbe particolare successo ed infatti venne chiusa dopo una sola stagione.

### Lo scherzo telefonico a Sandra Milo
La trasmissione è oggi principalmente ricordata per un controverso scherzo telefonico del quale è stata vittima la Milo: nella puntata trasmessa lunedì 8 gennaio 1990, una telespettatrice intervenne in diretta telefonica avvisando la conduttrice che suo figlio, Ciro, era stato vittima di un incidente stradale ed era stato ricoverato all'Ospedale San Giovanni di Roma in gravi condizioni. La reazione della Milo, dopo un iniziale sgomento, fu quella di fuggire disperata dallo studio per andare a soccorrere il figlio, invocando ad alta voce il suo nome. La notizia si rivelò falsa, ma la conduttrice ebbe un malore subito dopo e fu costretta ad alcuni giorni di riposo, che portarono alla sospensione temporanea della trasmissione.
La scena è stata riproposta innumerevoli volte in diverse trasmissioni televisive, in primis Blob, Striscia la notizia e Target, divenendo un simbolo della cosiddetta TV-verità ed ispirando il titolo di un'altra trasmissione televisiva satirica di Italia 1, Ciro, il figlio di Target, andata in onda alcuni anni dopo; tale episodio è stato addirittura inserito come citazione nella canzone La strana famiglia di Giorgio Gaber ed Enzo Jannacci, scritta nel 1991.
L'accaduto portò ad un'indagine interna alla Rai, che stabilì che il nome fornito alle centraliniste dalla telespettatrice fosse Maria Ramondio (che però si rivelò essere un'identità fittizia), mentre il numero di telefono dal quale provenne la chiamata era associato all'utenza degli uffici Alemagna, allora ubicati in Via del Corso a Roma. In particolar modo, la telespettatrice si presentò alle addette al centralino con la scusa di voler chiedere alla conduttrice per quale motivo non si fosse mai più risposata in seguito al suo divorzio.